# Xã Independence, Quận Douglas, South Dakota
Xã Independence (tiếng Anh: Independence Township) là một xã thuộc quận Douglas, tiểu bang Nam Dakota, Hoa Kỳ. Năm 2010, dân số của xã này là 119 người.